# سوفیا گیاتسینتاوا
سوفیا ولادیمیروا گیاتسینتاوا (روسی: Софья Владимировна Гиацинтова؛ ۴ اوت ۱۸۹۵ – ۱۲ آوریل ۱۹۸۲) بازیگر فیلم و تئاتر و کارگردان تئاتر اهل امپراتوری روسیه بود.
وی همچنین برندهٔ جوایزی همچون جایزه هنرمند مردمی اتحاد جماهیر شوروی، هنرمند مردمی جمهوری شوروی فدراتیو سوسیالیستی روسیه، نشان پرچم سرخ کار، و نشان لنین شده‌است.